# La Nueva Gazeta de la Tierra del Brasil
La Nueva Gazeta de la Tierra del Brasil o Newen Zeytung auss Presillg Landt, fue un boletín muy raro, escrito quizás en 1514, por un alemán no identificado, al servicio de los banqueros de la familia Fúcar, que servían y prestaban dinero a Carlos V, emperador del Sacro Imperio Romano Germánico.

## Antecedentes
Los primeros boletines alemanes (o boletín informativos) impresos se llamaron Newen Zeytung (o Neue Zeitung). Los periódicos que ya habían aparecido, como el Fuggerzeitung, todavía eran recopilaciones de noticias manuscritas. Los “boletines”, por otro lado, se consideran los precursores del periódico moderno. “Boletines” es el término colectivo para noticias e informes escritos e impresos.
"Newe Zeytung vom orient und auff gange", es el titular de un artículo que en 1502 utilizó por primera vez el término "periódico" para un periódico impreso. Este primer periódico informaba de que los franceses habían capturado la isla de Lesbos. Los “boletines” generalmente tenían un tema delimitado, periódicos de 1 a 20 páginas cada uno, publicados según fuese necesario y para ocasiones especiales. Los titulares y el texto a menudo estaban decorados con xilograbados, ilustraciones, franjas de marco, iniciales y viñetas, formando así el diseño inicial de un periódico. En su mayoría eran de tamaño grande.
Informaban de hechos actuales o resumían los acontecimientos políticos, culturales y sociales recientes. También se publicaron noticias sensacionales. Aparecían regularmente, así que tenían cierta periodicidad y actualidad. Los "boletines informativos" existieron aproximadamente desde principios del siglo XV al XVIII, y el número de títulos se estima entre 5.000 y 8.000.
En Alemania uno de los primeros editores de periódicos  fue Christoph von Scheurl, un abogado y político de Núremberg que recopilaba información y noticias que resumía en un "Newen Zeitung" el cual vendía a nobles y comerciantes. De 1512 a 1537 los escribió primero a mano y luego los imprimió para que pudieran distribuirse más ampliamente. El término "periódico" apareció en la zona de Colonia como "zidunge" y significaba "cliente" o "mensaje" ya a principios del siglo XIV.

## Nueva Gazeta de la Tierra del Brasil
Uno de los “Boletines informativos” impresos en alemán más antiguos es el folleto “Copia der Newen Zeitung aus Presillg Land” (=Brasilien-Land). Es una de los llamados "periódicos del descubrimiento". La primera edición impresa fue una xilografía con navíos, islas y ciudades portuarias frotificadas. Otras dos versiones, también de autor anónimo y sin indicación de fecha exacta, fue editada por Erhart Oglin en Augsburgo.
Cristóbal de Haro había sido uno de los patrocinadores de los viaje de exploración portugués al Río de la Plata. En 1515, probablemente bajo su patrocinio, se publicó en Nuremberg un titular, también anónimo titulado Copia der Newen Zeytung aus Presillg Landt, que describe dicha expedición. En esa edición se explicaba que el piloto João de Lisboa creía que la distancia desde la costa sur de Brasil hasta Malaca era de sólo 600 millas (965,6 km), viajando por la ruta occidental, y que el viaje sería mucho más rápido que ir por la ruta oriental, vía el Cabo de Buena Esperanza.
La Biblioteca Nacional de Río de Janeiro, posee un valioso ejemplar. Se trata de una curiosa obra sobre la vida aborigen y el trueque practicado entre navegantes e indios. La impresión formó parte de la colección del bibliógrafo y bibliófilo brasileño José Carlos Rodrigues. Rodrigues la obtuvo de los hermanos Rosenthal, libreros de Munich. El volumen provenía de la librería del convento de los sacerdotes franciscanos de Bolsana, en Tirol (Austria). Se conocen otros diez ejemplares, además de la copia de Rodrigues, los que se pueden encontrar en bibliotecas públicas y privadas de Francia, Alemania y América del Norte.